# SUPER EVOLUTION RACING TEAM
SUPER EVOLUTION RACING TEAM（スーパー・エボリューション・レーシング・チーム）は、かつて日本に存在したレーシングチーム。

## 概要
全日本F3000選手権などに参戦しており、1992年には最終戦鈴鹿で6位入賞を果たす。
エンジンは無限、シャシーはLOLA、タイヤは横浜ゴムを使用。
また、マシンメンテナンスをノバ・エンジニアリングに委託したACOM EVOLUTION TEAM NOVAでは、マウロ・マルティニがシリーズチャンピオンを獲得。

## 同チームに在籍した主なドライバー
- 鈴木利男
- マウリシオ・サンドロ・サラ
- トーマス・ダニエルソン
- 古谷直広
- マウロ・マルティニ
- アンソニー・レイド
- 粕谷俊二